# Волгар (футбольний клуб)
Футбольний клуб «Волгар» (Астрахань) або просто «Волгар» (рос. Футбольный клуб Волгарь (Астрахань)) — російський футбольний клуб з міста Астрахань, в однойменній області. Заснований в 1960 році. Дебютував у Кубку СРСР в 1938 році, в першості СРСР в 1946 році. Володар Кубку ФНЛ 2015 року.

## Історія

### 1925—1957: витоки
Хоча клуб під назвою «Волгар» з'явився тільки в 1960 році, головна астраханська футбольна команда почала складатися з 1925 року. Саме тоді нещодавно створенер всесоюзне добровільне спортивне товариство працівників харчової промисловості створило команду «Харчовик». Вона була відомчою й складалася переважно з працівників Астраханського рибокомбінату ім. А. Мікояна.
На всесоюзному рівні астраханські футболісти вперше виступили в 1946 році в третій групі нижньоволзької зони. Найуспішніші матчі команда провела в 1955 році (в боротьбі за кубок РРФСР виграла у клубу астраханського судноремонтного заводу з рахунком 8:0) та в 1957 році (перемогла команду міста Петровська з рахунком 10:0). У тому ж році «Харчовик» став другим за результатами зональних змагань на першість РРФСР (зона № 12), причому до першого місця не вистачило всього 3 очок.
Формально тільки лідер зони міг претендувати на участь в наступному сезоні в першості СРСР. Але в 1958 році воно проводилося вже за новими правилами. До класу «Б» союзного чемпіонату планували взяти команди, які домоглися за підсумками попереднього року хороших спортивних результатів. Крім того, в 58-му масштабно відзначали 400-річчя Астрахані, і керівники астраханського комітету фізичної культури й ДСТ «Труд» звернулися в управління футболу Всесоюзного комітету з фізкультури і спорту з проханням включити команду Астраханського рибоконсервного холодильного комбінату в число учасників першості СРСР.

### 1958—1959: важкий період
Прохання у Всесоюзному комітеті задовільнили: команда зустріла новий сезон, підняттям на своєму домашньому полі прапору союзного чемпіонату. Причому тепер вона називалася по-новому — «Труд». Зміна назви сталася через укрупнення ДСО: «Харчовик» увійшов до складу «Труда». Кістяк команди в той період складали найкращі футболісти Астрахані: Н. Новиков, В. Виноградов, А. Вершинін, В. Шапошников, П. Ферефонтов, К. Гіргідов, А. Попов, І. Сизов, А. Бурдаков, А. Бурдаков, А. Дюма, Б. Ворошин, А. Голдін, В. Пугачов, В. Єрмаков, Г. Капков, А. Дианов, А. Грудин, В. Булиня, А. Манасарян.
З цією назвою пов'язаний нетривалий перехідний період. У сезоні 1958 року астраханці вперше зіткнулися з суперниками з союзних республік. У перших же матчах кутаїському «Локомотиву» і єреванському «Спартаку» «Труд» програв з однаковим рахунком — 1:4. В результаті виступи в четвертій зоні класу «Б» для «Труда» закінчилися невдало: він посів останнє 16-те місце. З 30 ігор всього 4 вдалося виграти, а 3 — звести до нічиєї. У 1959 році астраханська команда в чемпіонаті участі не брала.
У 1960 році ДСТ «Труд» ліквідували, об'єднавши зі «Спартаком». Однак астраханським «Спартаком» команда не стала. А стала, зрештою, «Волгарем».

### 1960—1963: перші роки
Навесні 1960 року Федерація футболу СРСР в зв'язку зі зростанням інтересу до гри № 1 значно розширила клас «Б», масовий ешелон вітчизняного футболу. У число дебютантів чемпіонату країни була включена астраханська команда. Автором назви «Волгар» став головний футбольний журналіст Астрахані того часу — кореспондент «Волги» Ю. Попов.
Комплектувалася нова команда з досвідчених футболістів і молоді. Поряд з такими гравцями, як П. Ферафонтов, Г. Капков і В. Булиня, були залучені вихованці юнацьких, студентських і заводських колективів. Серед них були воротар А. Павликов, В. Кондрашов, В. Андронов, Р. Тенишев і Ю. Григор'єв. Старшим тренером був призначений А. Брагін, а його помічником — П. Ідеал.
Ігри в чемпіонаті СРСР клуб почав в третій зоні класу «Б». Однак в матчах з суперниками з інших міст Нижнього Поволжя справи не пішли відразу ж. Підсумок — тринадцяте, передостаннє, місце в таблиці: всього 4 перемоги, 4 нічиї та 18 поразок. У 1962 та 1963 рр. лідер астраханського футболу займав останні місця. Допоки в 1964 році не вирвався спочатку в першу десятку, в наступні роки — на 4, 3, 2 місця у своїй третій зоні класу «Б». Це дало можливість почати виступи у другій групі класу «А».

### 1964—1969: становлення «Волгаря»
1964 рік став переломним. З приходом в команду на посаду старшого тренера Ю. Білоусова, який раніше тренував грозненський «Терек», почалося становлення «Волгаря»: став формуватися перспективний колектив, основу якого складали місцеві футболісти, вихованці виробничих колективів. І команда поступово піднімалася вгору по турнірній таблиці.
Уже в перший рік роботи Ю. Білоусова «Волгар» посів 8-ме місце, а в 1967-му став другим в зональній першості класу «Б». У цьому році «Волгар» в 38-ми матчах забив у ворота суперників 80 м'ячів! Найвлучнішими в команді були Г. Капков (24 голи), Г. Середняков (16 голів), К. Курятников (13 голів), В. Фурсов (12 голів) і В. Кондрашов (6 голів).
Це була віха в історії команди: «Волгар» отримав право участі в півфіналі першості РРФСР, де розігрувалися, крім чемпіонатскіх звань і медалей, право переходу в клас «А». Один з півфінальних турнірів, в яких брали участь переможці зональних першостей, проходив в Астрахані. В астраханському півфіналі, крім «Волгаря», брали участь такі команди: «Знамя Труда» (Орєхово-Зуєво), СКА (Чита), «Металург» (Магнітогорськ) і, нарешті, «Динамо» (Москва) — переможець розіграшу кубку Москви. Саме з динамівцями й довелося битися волжанам в останній день півфіналу. На кону стояла путівка до фінал, і в запеклій боротьбі перемогу здобув «Волгарь». За кілька хвилин до фінального свистка м'яч в цьому поєдинку забив Г. Капков. «Волгар» посів перше місце і разом з армійцями Чити вийшов у фінал.
Фінал проводився в Махачкалі. У ньому брали участь «Динамо» (Махачкала), «Спартак» (Йошкар-Ола), «Зеніт» (Іжевськ), «Металург» (Липецьк), «Волга» (Ульянівськ), СКА (Чита), «Спартак» (Кисловодськ) і «Волгар» (Астрахань). Перше місце зайняли динамівці Махачкали. «Волгар» став бронзовим призером і отримав право на перехід до другої групи класу «А». Кольори біло-синіх в тому році захищали В. Кондрашов, Г. Капков, К. Курятников, В. Андронов, Ю. Сонцев, П. Данилов, Н. Григоренко, А. Донченко, А. Павликов, Ю. Маков, В. Герзанич, Г. Середняков, В. Фурсов, В. Васильєв, В. Ступаков, А. Данилов, П. Саблін і В. Болдирєв. За підсумками змагань Всесоюзний комітет у справах фізкультури і спорту присвоїв звання майстрів спорту СРСР К. Курятникову, Г. Капкову, В. Андронову, А. Павликова, Н. Григоренко, В. Герзаничу, В. Фурсову, а А. Донченко. В. Кондрашов, П. Данилов, Г. Середняков та Ю. Сонцев вже мали звання майстрів спорту СРСР.
У чемпіонатах країни в другій групі класу «А» в 1968-му і 1969-му рр. «Волгар» виступив вдало. 8 квітня 1968 року на Центральному стадіоні вперше увімкнули освітлення. На спеціальних вишках. Це привнесло на особливу атмосферу, ну а «Волгар» почав сезон з перемоги і численні радісні вболівальники довго не покидали арену. В результаті важке випробування, ігри в класі «А», волжани витримали. «Волгарь» зайняв 9-те місце (40 ігор, 40 очок, 13 перемог, 14 нічиїх, 13 поразок, різниця забитих і пропущених м'ячів — 40:45).
Наступного року астраханці зіграли ще успішніше. Змагання проводилися спочатку в підгрупах, а потім у фіналі. У фіналі «Волгар» зайняв 4 місце. В ході чемпіонату команда провела 34 матчі (14 перемог, 10 нічиїх і 10 поразок) і набрала 38 очок.

### 1970—1990: волзький характер
Успішне завершення чемпіонату стало підставою для включення «Волгаря» в 1970 році до новоствореної першої ліги. У місті розпочався футбольний бум. Хоча навіть найзавзятіші вболівальники розуміли: для астраханців «максимум» — місце в середині таблиці. Регламент першості дійсно виглядав казуїстично: команди грали двухкруговой турнір, але по його закінченні тих, хто вибував визначав не спортивний принцип, а республіканська рознарядка. Перед самим початком чемпіонату «нагорі» підкоригували умови: у росіян поставили навиліт дві команди, а два з дев'яти — арифметика досить жорстка.
Підготовку до сезону «Волгар» розпочав з навчально-тренувального збору в Теберді. Завершили свої виступи за команду А. Павликов, А. Донченко, Г. Середняков. До армії був мобілізований А. Данилов. Пішли з команди Г. Шкунов і Г. Блинов. Серед новачків біло-синіх були воротар А. Павлов з волгоградських «Барикад», захисник Г. Качура з розформованого «Ростсільмашу», півзахисник Т. Гвасалія з тбіліського «Локомотива» й нападник О. Гаделії з сухумського «Динамо».
Мав відбутися старт в першості СРСР. Склад учасників першої групи був солідним. Претендентами на перемогу були «Крила Рад», московський «Локомотив», «Кайрат», «Карпати» і «Дніпро». «Волгар» не вигадував жодних таємниць з тактичними схемами: передбачалося грати 1-4-3-3. Центральну вісь команди складали Ю. Маков, Л. Сердюков, В. Андронов та Г. Капков.
Стартували волжани рішуче: нічия і дві перемоги підняли їх на 3-тє місце. А ось підсумки першого кола не порадували: «Волгар» фінішував на 18-му місці, серед російських команд був останнім, що віщувало невтішний дебют в першій групі класу «А». Тим більше що на старті другого кола мали вирушити в гості до лідерів: у Львів до «Карпат», в Дніпропетровськ до «Дніпра» і в Кишинів до «Молдови». Підсумок — три поразки. Становище погіршилося і тим, що «Волгар» після виїзду не зміг повернутися додому (через епідемію дорога в Астрахань була закрита). Довелося грати «домашні» матчі в Грозному й Орджонікідзе, і радості вони не принесли.
Вдома «Волгарь» з'явився лише 29 вересня. На карту було поставлена прописка в першій лізі. І саме жовтень вирішив долю команди. Це був місяць перемог. Великих — над івановським «Текстильником», куйбишевськими «Крилами Рад». І престижних — над московськими залізничниками, армійцями з Хабаровська, карагандинська «Шахтарем». Також варто відзначити перемогу в Краснодарі над «Кубанню» і нічию в Тбілісі з «Локомотивом». Епілогом була домашня перемога над «Будівельником» з Ашгабата.
У 1971 році в Астрахані була відносно тепла зима, і «Волгар» провів перший навчально-тренувальний збір вдома, а потім тренувався в Сочі. Кістяк команди зберігся. Поповнили її Є. Гецко з куйбишевських «Крил Рад» (півзахисник атакуючого плану), повернувся з ворошиловської «Зорі» нападник В. Фурсов, попросилися назад в команду захисник Ю. Мармазов та півзахисник В. Єрохін, демобілізувався з армії нападник А. Данилов, залучені були до тренувань В. Садиков, вихованці «Зміни» і «Локомотива» М. Корнеєв та В. Жупиков.
В. Жупиков є одним з найвідоміших гравців біло-синіх. Потужний центральний захисник, який відіграв три сезони в Астрахані, згодом він виступав за найвідоміші клуби Росії (московські «Торпедо» й «Динамо») і став першим футболістом в історії «Волгаря», який, почавши в Астрахані свою кар'єру, в результаті зміг дорости до рівня збірної СРСР. За неї В. Жупиков зіграв 15 матчів. Перший провів в 1977 р проти Польщі (радянська команда перемогла з рахунком 4:1), останній — в 1984 році проти Фінляндії (в цьому поєдинку радянські футболісти перемогли з рахунком 3:1). Також В. Жупиков зіграв 4 матчі за олімпійську збірну СРСР.
Проте повернемося до сезону 1971 року. Мав розпочатися відповідальний рік. За регламентом першості п'ять команд, які зайняли місця з 18-го по 22-ге, повинні були покинути першу лігу. Старт у «Волгаря» вдався. У перших трьох матчах команда набрала п'ять очок з шести можливих. Після трьох турів «Волгар» входив до лідируючої групи. Але потім, на жаль, було три поразки в гостях і два вдома. «Волгар» опустився на дно турнірної таблиці, з якого йому так і не вдалося піднятися: в 1971 році команда зайняла всього лише 21-ше місце, і наступний сезон провела класом нижче. Тоді турнір вже називався не клас «Б», а офіційно друга ліга.
Серед гравців 1970-х рр. також варто відзначити вихованця місцевого футболу Ріната Дасаєва, який прославив Астрахань далеко за її межами. Знаменитий радянський воротар, який захищав кольори не тільки московського «Спартака», але і збірної СРСР, володар безлічі нагород і звань і один з найкращих у світі в своєму амплуа в 1980-і рр., Свою кар'єру він починав саме в «Волгарі». Місце в воротах біло-синіх він зайняв в 1975 році, ставши третім воротарем після Юрія Макова і Бориса Логінова, але справжнім лідером команди став в наступному 1976-му, коли провів більше половини (26 ігор з 40) і витіснив зі складу Юрія Макова — також одного з найвідоміших гравців астраханців. До 1977 року Рінат Дасаєв був незамінний — до тих пір, поки не перейшов в столичний «Спартак».
Що стосується команди в цілому, то за часів СРСР вона так і не змогла знову потрапити до першої ліги. Промінь надії блиснув лише в 1989 році, коли «Волгар» зайняв 4-те місце в зональному турнірі (52 очка, 23 перемоги, 6 нічиїх, 13 поразок, співвідношення забитих і пропущених м'ячів — 59 до 41) і був переведений в «буферну» зону. Тому ніхто не очікував, що 1990 році буде невдача. «Волгар» посів останнє — 22-ге місце (22 очки, 6 перемог, 10 нічиїх, 26 поразок, співвідношення забитих і пропущених м'ячів — 32:65). Кістяк тієї команди складали такі гравці як Р. Ширяєв, А. Чекуристов, К. Резепов, Р. Ахметшин, Б. Башкин.

### 1991—1998: з приставкою «Газпром»
В останньому чемпіонаті СРСР 1991 року «Волгарь» зайняв 11-те місце з 22 команд 4-ї зони другої ліги, а в 1992 р почалася нова епоха — чемпіонати Росії. «Волгар» виявився на 9-му місці з 22-ох. Ці роки були примітні тим, що новий головний тренер В. М. Юлигін в становленні боєздатного, тактично грамотного колективу пішов шляхом омолодження команди, поступово вводячи до складу молодих футболістів, вихованців астраханського футболу. Так, в ці роки стали грати В. Кондольский, юні А. Анісимов і С. Догунков, потім в «Волгар» з'явилися А. Кротов, А. Патеєв, І. Попов та інші. Також в цей період біло-сині кольори захищали майбутні гравці збірної Росії В. Булатов і Г. Нижегородов.
У 1993 року відбулися зміни в складі «Волгаря». Два роки роботи тренера В. М. Юлигіна стали давати результати: склався молодий перспективний колектив. Але поїхав в Москву головний тренер, і команду покинула група футболістів з інших міст. Чемпіонат 1993 року проводився в два етапи: турнір у два коли з 14-ма командами, потім клуби відповідно до набраних очок розіграли місця з 1-го по 7-ме і з 8-го по 14-те. «Волгар» був включений в першу зону другої ліги Росії і зайняв 7-ме місце. У 38 матчах команда здобула 15 перемог, 6 разів зіграла внічию і 17 програла, забила 50 м'ячів у ворота суперників і пропустила стільки ж.
Переломним роком для «Волгарь» став 1994-ий, коли чемпіонат Росії став проводитися в чотирьох лігах: вищій, першій, другій і новоорганізованої третій. Команди, що зайняли в першостях зон чемпіонату 1993 місця нижче третього, переводилися в третю лігу. Ця перебудова була здійснена у зв'язку з скороченням числа команд у всіх лігах. Так «Волгар» вперше опинився в нижчому ешелоні російського футболу. Причому тільки переможець зонального турніру третьої ліги отримував право переходу в другу.
Удача посміхнулася астраханської команді. «Волгар» стартував з домашньої поразки. Але це не позначилося на подальших результатах. Від матчу до матчу склад стабілізувався, пішли перемоги, в тому числі й виїзні. У підсумку, астраханці зайняли перше місце в таблиці результатів першого кола першості другої зони. Також впевнено «Волгар» провів матчі другого кола. Надії уболівальників футболу Астрахані збулися: біло-сині повернулися до другої ліги! Остаточні показники такі: 32 матчі, 21 перемога, 4 нічиїх, 7 поразок, 61 забитий м'яч, 20 пропущено.
Чемпіонат 1995 року «Волгар» почав в Центральній зоні другої ліги і з приставкою «Газпром», доданій до назви на знак вдячності до свого спонсора. Перед командою поставили завдання — вихід у першу лігу. Астраханці хвацько почали чемпіонат і в першому колі успішно змагалися за лідерство зі своїм побратимом — іжевським «Газовиком-Газпромом». Але друге коло видався нижче середнього. У підсумку — 7-ме місце (64 очки в 40 матчах, 19 перемог, 7 нічиїх, 14 поразок, співвідношення забитих і пропущених м'ячів 48:41). У наступному сезоні «Волгар-Газпром» стартував в західній зоні і зайняв 10-те місце.
А ось 1997 рік можна сміливо назвати роком становлення «Волгаря-Газпрому». Тренери Е. Юлгушов і В. Хахонов, які прийшли в команду, відразу ж почали фундаментальну перебудови. З минулорічного складу залишилося лише сім футболістів. Завдання виходу в першу лігу і раніше стояла на порядку денному, і здавалося, що її цілком можна вирішити. Але буквально за два тижні до старту чемпіонату в західну зону був перекинутий явний фаворит — тульський «Арсенал», який в підсумку і став володарем заповітної путівки. І, тим не менш, астраханці виступили набагато успішніше, ніж рік тому, здобувши в 38 матчах 20 перемог з непоганою різницею забитих і пропущених м'ячів — 63 до 33.
У наступному 1998 році напередодні старту чемпіонату астраханській команді щедро роздавали компліменти. Але одна справа — слова, й зовсім і інше — гра. Перший матч волжани проводили в Нарткалі і завершили його нульовою нічиєю, що було розцінено як невдача. Але вже в наступній грі «Волгар» розгромив дублерів владикавказької «Аланії» — 7:0, що вивело його на перше місце. Далі все йшло блискуче.
«Волгар-Газпром» маршем пройшов весь турнір в зоні «Південь», здобувши в 40 матчах 32 перемоги (з них 17 — з великим рахунком!), 5 матчів звівши внічию і 3 програвши, забивши 114 м'ячів і пропустивши всього 22. Відрив срібного призера «Ангушта» з Назрані склав 11 очок. До речі, саме в цьому році «Волгар-Газпром» здобув найбільшу перемогу у своїй історії: з рахунком 12:0 був переможений армавірський «Торпедо». Найращим бомбардиром команди в цьому сезоні став А. Кротов — на його рахунку було 28 забитих м'ячів, за ним розташувалися А. Бабаян, Г. Іванов та А. Тимошенко.

### 1999—2006: піднесення й падіння
Нелегким вийшов стартовий сезон «Волгар-Газпрому» в першому дивізіоні російського футболу. Дві поразки на своєму полі відразу відкинули команду в зону вильоту. Практично весь сезон команда перебувала внизу турнірної таблиці. Найчастіше «Волгару» не вистачало стабільності. Буквально до останнього туру питання прописки в першій лізі залишався відкритим. У підсумку «Волгар-Газпром» зайняв 17-те місце, лише на 2 очки випередивши «Тюмень», яка вилетіла до другої ліги.
Після закінчення сезону 1999 року з Є. Юлгушовим вирішено було розлучитися, і пост головного тренера зайняв відомий фахівець К. Шперлінг. Він розпочав корінні перестановки в команді. Від минулорічного складу залишилося лише п'ять футболістів: А. Коваленко, А. Анісімов, А. Кротов, В. Матюхін і Д. Єфремов. Команду підсилили гравці з досвідом виступів у вищій лізі І. Ханкеєв і В. Шушляков, а також гравець збірної Латвії А. Ісаковс. На старті чемпіонату «Волгар» виявився в рядах аутсайдерів. Але вдало проведена друга половина першого кола, коли в 9 матчах волжани набрали 16 очок, дозволила астраханського клубу покинути зону вильоту і більше туди не повертатися. «Волгар» зайняв 13-те місце, хоча від 8-го рядка в турнірній таблиці волжан відокремлювали всього 2 очки.
Чемпіонат 2001 року стоїть окремо в історії астраханського футболу: про нього з гордістю згадують вболівальники. По-перше, «Волгар-Газпром» домігся найкращого результату в своїй майже 50-річній історії: посів шосте місце в першому дивізіоні. По-друге, в цьому році в Астрахані розпочався справжній футбольний бум: практично кожен домашній матч команди збирав значну глядацьку аудиторію — близько 30 тисяч! Переповнений астраханський стадіон дивував навіть бувалу Москву. У цьому році в Астрахані на домашні матчі «Волгар-Газпрому» прийшло більше глядачів, ніж на ігри будь-якого іншого клубу не тільки першого, але й вищого дивізіонів чемпіонату Росії.
«Волгар» почав турнір з поразки в Ярославлі від фаворита дивізіону — «Шинника». Зате в першій домашній грі створили маленьке диво: програючи казанському «Рубіну» з рахунком 0:2, в підсумку домігся перемоги — 3:2. Була в першому колі і шестиматчева безпрограшна серія. За підсумками першої половини сезону «Волгар-Газпром» зайняв сьоме місце. І друге коло волжани почали просто блискуче. За всіма статтями в Казані був обіграний «Рубін», потім вдома — пермський «Амкар», в Читі виявився переможеним «Локомотив», після чого послідували 2 перемоги на своєму полі — над нижегородським «Локомотивом» і «Ураланом», мчався на всіх парах до найвищого дивізіону. Після історичної перемоги над елістинським клубом (2:1) астраханці потрапили на третю сходинку в турнірній таблиці, і до «Уралана» залишалося всього 2 очки. Але поразка в Хімках від аутсайдера дивізіону, а потім нічия вдома з «Томью» призвели до того, що «Волгар» почав здавати позиції в турнірній таблиці. І все ж волжани домоглися найвищого результату в своїй історії, посівши 6-те місце.
На 2002 рік перед командою було поставлене завдання вийти у вищий дивізіон. Але змінився майже весь склад. Однак нові запрошені футболісти не виправдали надій. В результаті навесні, після п'яти поразок поспіль, К. Шперлінг подав у відставку, а на його місце був запрошений В. Овчинников. У підсумку «Волгар» зайняв лише 15-те місце з 18 команд, але прописку в першому дивізіоні зберіг, так як його було вирішено розширити його до 22-ох команд, і тому в другу лігу вилітали всього два колективи.
Чемпіонат 2003 року «Волгар-Газпром» почав зовсім невдало — після восьми турів в його активі були лише дві нічиї і останнє місце в турнірній таблиці, що призвело до відставки В. Овчинникова за власним бажанням. При його наступнику, А. Авер'янові, «Волгар» здобув першу перемогу в чемпіонаті — над «Уралом» в Єкатеринбурзі. З'явилася гра, а разом з нею і набрані очки. Правда, їх було не так багато, щоб кардинально поліпшити становище. За підсумками першого кола становище «Волгаря-Газпрому» здавалося дуже плачевних. І все ж був у волжан шанс поправити турнірне становище. Після двох нічиїх у Санкт-Петербурзі з «Динамо» та Калінінграді з «Балтикою» мала відбутися гра на своєму полі з «Уралом», і в разі перемоги у «Волгаря» з'являлася надія на збереження місця в дивізіоні. Той матч астраханці програли і втратили останні шанси залишитися. До речі, в жовтні команду покинув А. Авер'янов, і догравав «Волгар» сезон з в.о. головного тренера А. Кротовим.
Наприкінці 2003 року керівництво астраханського клубу пішло на безпрецедентний крок — оголосило конкурс на заміщення вакантної посади головного тренера. В результаті новим наставником команди став Х. Дишеков. При ньому астраханські футболісти вдало провели сезон 2004 року в другому дивізіоні, зайнявши в зоні «Південь» друге місце, що дало право після відмови переможця зони, ставропольського «Динамо», на повернення до першого дивізіону. У 2005 та 2006 рр. «Волгар» грав в першому дивізіоні, де був твердим середняком, зайнявши 14 і 11-ті місця відповідно. Але доля розпорядилася так, що Професійна футбольна ліга позбавила астраханський клуб місця в професійному футболі, і все довелося починати спочатку.

### 2007—2013: знову вперед
У 2007 році президентом «Волгаря-Газпрому» стає С. Ю. Сергєєв — заступник генерального директора ТОВ «Газпром видобуток Астрахань». Завдяки спонсорській підтримці найбільшого підприємства регіону, починається відродження ФК «Волгар-Газпром». З 21 по 24 серпня в Астрахані пройшов фінальний турнір Кубку Південного федерального округу, і біло-сині команда перемогли всіх своїх суперників — сочинську «Жемчужину-А», а також ФК «Краснодар» та «Ставрополь». Астраханці стали володарями Кубка ПФО, а потім, на всеросійському фіналі, завоювали і Кубок Росії серед аматорських колективів.
У 2008 році «Волгарь» отримав право грати у Другому дивізіоні першості Росії, де за кілька турів до кінця першості завоював перше місце і отримав путівку в Перший дивізіон. Останні сезони «Волгарь» (в сезоні 2012/2013 років команді було повернуто історичну назву) стабільно проводив у Першій лізі, потім перейменованій у ФНЛ. У 2010 р, на 50-річчя клубу, команда домоглася 9-те місця за підсумками турніру, — другого найкращого результату в своїй історії.
Крім того, 3 сезони поспіль біло-сині радували своїх уболівальників відмінною грою у Кубку Росії проти лідерів російського футболу. У розіграші 2009/10 років «Волгар-Газпром-2» на етапі 1/16 фіналу здобув перемогу над московським «Динамо» з рахунком 2:0 (голи забили А. Ніколаєв і Д. Санніков). У Кубку Росії 2010/11 років на стадії 1/16 фіналу «Волгар-Газпром» виявився сильнішим за «Рубін»: казанців вдалося перемогти з мінімальним рахунком (єдиний гол забив К. Марущак). У сезоні 2011/2012 років астраханці, перемігши в 1/32 фіналу лідера Першого дивізіону «Аланію» з рахунком 1:0 (гол забив А. Пєчник), зіграли в наступному етапі з московським ЦСКА. Армійці виставили на гру основний склад. Проте, «Волгар» зміг перемогти цього серйозного суперника: за кілька хвилин до кінця основного часу ворота червоно-синіх розпечатав А. Чочієв.
Однак в сезоні 2012/2013 років «Волгар», на жаль, знову покинув перший дивізіон російського футболу.

### 2014— …: нові перспективи
На наступний сезон 2013/2014 років, який команді потрібно було провести у другому дивізіоні, завдання було поставлене одне — через рік повернутися в ФНЛ. Керівником клубу був призначений досвідчений Ю. Махошвілі. Біля керма команди залишився головний тренер Ю. Газзаєв. Вдалося зберегти і кістяк команди — молодих і перспективних футболістів.
«Волгар» успішно виконав завдання і вже в 2013 році тріумфально увірвався в ФНЛ — не програвши жодного матчу в зоні «Південь» ПФЛ і показавши найкращі статистичні показники у другому дивізіоні. Ю. Газзаєв був визнаний найкращим тренером. Нападники біло-синіх зайняли весь п'єдестал пошани бомбардирських перегонів: третій — Д. Ахба, другий — А. Алхазов, перший — С. Веркашанський (його також відзначили як найкращого гравця зони «Південь»). С. Зуйков став срібним призером «Кубку Співдружності-2014». Футбольний клуб «Волгар» отримав приз за найкращу соціальну політику.
Напередодні старту в ФНЛ астраханці точково посилилися, знову зберігши ключових футболістів. Початок сезону видався непростим, але команда поступово набрала хід і на перерву пішла на 8-му місці. Футболісти біло-синіх стали учасниками міжнародних матчів. Р. Болов захищав кольори молодіжної збірної Росії на відбірковому етапі Євро-2015. С. Зуйков і Т. Букія в складі збірної ФНЛ зіграли з італійської Serie «B». Т. Букія в складі молодіжної збірної Росії взяв участь в «Кубку Співдружності-2015», де був капітаном команди і отримав приз як найкращий гравець одного з матчів.
У сезоні 2014/2015 років «Волгар» впевнено дебютував в ФНЛ: в міжсезоння завоював Polytan Кубок ФНЛ і за підсумками сезону посів 7-ме місце, зупинившись за крок від найкращого клубного результату, а за статистичними показниками навіть побивши рекорди 2001 року. У 2016 році встановлено нове найвище клубне досягнення — четверте місце за підсумками сезону. Воно дало астраханцам право взяти участь в стикових матчах за вихід у Прем'єр-Лігу, де вони поступилися махачкалінській «Анжи».

## Досягнення
- Polytan Кубок ФНЛ
  -  Володар (1): 2014/15

## Відомі гравці
Нижче в списку наведено список відомих гравців, які мають досвід виступів у складі національних хбірних. Гравці, прізвища яких виділені жирним виступали в національній збірній під час свого перебування в «Волгарі».
| Росія/СРСР - Рінат Дасаєв - Дмитро Кузнецов - Василь Жупіков - Віктор Булатов - Руслан Камболов - Володимир Лебідь - Раміз Мамедов - Геннадій Ніжегородов - Владислав Тернавський Колишні республіки СРСР - Гарник Авалян - Манук Какосян - Тигран Петросян | - Гурбан Гурбанов - Баріс Гаравой - Василь Хомутовський - Віталій Абрамов - Костянтин Ледовських - Альмір Мухутдінов - Роман Узденов - Александрс Ісаковс - Валерійс Івановс - Іванс Лук'яновс - Ігорс Слєсарчукс - Артурас Фоменко - Тадас Гражюнас - Неріюс Раджюс | - Іліє Чебану - Александру Коваленку - Станіслав Намашку - Фарход Васієв - Олександр Свистунов - Сергій Андреєв - Геннадій Шаріпов Європа - Джелалудин Мухаремович - Любош Калоуда - Марек Холлі - Андрей Печнік |